# Commemorazione (Testimoni di Geova)
(Luca 22:19,Traduzione del Nuovo Mondo, Bibbia, Gesù Cristo, Ultima Cena.)
La Commemorazione della morte di Gesù  o Cena del Signore è la più importante ricorrenza celebrata dai Testimoni di Geova.
La Commemorazione viene celebrata una sola volta all'anno, in occasione della sera che apre i festeggiamenti della Pasqua ebraica, ovvero il 14 del mese ebraico di Nisan.
I testimoni di Geova celebrano in questa ricorrenza il Pasto Serale del Signore, detto anche “Cena del Signore”, Commemorazione della morte di Gesù Cristo o l'Ultima Cena attenendosi strettamente alla Bibbia (1 Corinti 11:20) e lo scopo è quello di ricordare Gesù, in segno di gratitudine per il sacrificio che ha compiuto per noi (Matteo 20:28; 1 Corinti 11:24). Sostengono che questo avvenimento è l'unico che Gesù comandò ai suoi discepoli di commemorare (Luca 22:19).
La cena è servita con pane non lievitato e vino rosso non adulterato e serve a far ricordare il sacrificio di Cristo.
Il pane non lievitato e il vino rosso sono chiamati Emblemi e vengono fatti passare di mano in mano tra le persone presenti, ma vengono consumati solo dagli "unti" o santi, cioè secondo i testimoni quei rimanenti ancora in vita dei 144.000 che la Bibbia indica quali coeredi di Cristo in cielo (Apocalisse 7:4; 14:1-3).
Si riuniscono nelle loro Sale del Regno oppure affittano locali più grandi per poter ospitare le persone interessate ad assistere alla cerimonia.
Secondo il Rapporto mondiale dei Testimoni di Geova per l’anno di servizio 2021 si sono radunate in 240 nazioni 21.367.603 persone, tra fedeli ed interessati. Data la pandemia di Covid-19 l'evento si è tenuto tramite videoconferenza.

## Data della commemorazione per anno, corrispondente al 14 nisan ebraico
- Nel 2017 martedì 11 aprile
- Nel 2018 sabato 31 marzo
- Nel 2019 venerdì 19 aprile
- Nel 2020 martedì 7 aprile, trasmesso in streaming a causa della pandemia di COVID-19
- Nel 2021 sabato 27 marzo, trasmesso in streaming a causa della pandemia di COVID-19[8]
- Nel 2022 venerdì 15 aprile
- Nel 2023 martedì 4 aprile
- Nel 2024 domenica 24 marzo
- Nel 2025 sabato 12 aprile
- Nel 2026 giovedì 2 aprile

Le date della Commemorazione si possono trovare negli indici delle pubblicazioni Watchtower. Questi sono consultabili all'indirizzo wol.jw.org. Alla voce “Commemorazione” i due indici contengono ciascuno un elenco per anno. Questi elenchi indicano per ciascun anno passi delle pubblicazioni relativi alla commemorazione di quell’anno. Spesso si può trovare menzionata anche la data in cui la Commemorazione fu celebrata in ciascun anno.